# Lista de comarcas de Alagoas

## Primeira entrância
- Água Branca
- Anadia
- Batalha
- Boca da Mata
- Cacimbinhas
- Cajueiro
- Campo Alegre
- Colônia Leopoldina
- Feira Grande
- Girau do Ponciano
- Igaci
- Igreja Nova
- Joaquim Gomes
- Junqueiro
- Limoeiro de Anadia
- Major Isidoro
- Maravilha
- Maribondo
- Mata Grande
- Matriz de Camaragibe
- Messias
- Olho d'Água das Flores
- Paripueira
- Passo de Camaragibe
- Piaçabuçu
- Piranhas
- Porto Real do Colégio
- Quebrangulo
- São José da Tapera
- São Sebastião
- Santa Luzia do Norte
- Taquarana
- Teotônio Vilela
- Traipu

## Segunda entrância
- Atalaia
- Capela
- Coruripe
- Delmiro Gouveia
- Maragogi
- Marechal Deodoro
- Murici
- Palmeira dos Índios
- Pão de Açúcar
- Pilar
- Porto Calvo
- Rio Largo
- Santana do Ipanema
- São José da Laje
- São Luís do Quitunde
- São Miguel dos Campos
- União dos Palmares
- Viçosa

## Terceira entrância
- Maceió
- Arapiraca
- Penedo